# Associazione Calcio Martina 1947 2005-2006
Questa voce raccoglie le informazioni riguardanti l 'Associazione Calcio Martina 1947 nelle competizioni ufficiali della stagione 2005-2006.

## Rosa
| N. |                   | Ruolo | Calciatore             |
| -- | ----------------- | ----- | ---------------------- |
|    | Italia (bandiera) | P     | Nicola Avitabile       |
|    | Italia (bandiera) | C     | Giuseppe Brescia       |
|    | Italia (bandiera) | C     | Francesco Campolattano |
|    | Italia (bandiera) | C     | Carlo Cardascio        |
|    | Italia (bandiera) | D     | Roberto Cardinale      |
|    | Italia (bandiera) | C     | Simone Cavaliere       |
|    | Italia (bandiera) | C     | Tommaso Coletti        |
|    | Italia (bandiera) | C     | Tommaso Colombaretti   |
|    | Italia (bandiera) | D     | Alessio Del Tongo      |
|    | Italia (bandiera) | D     | Nicola Diliso          |
|    | Italia (bandiera) | A     | Massimiliano Fanesi    |
|    | Italia (bandiera) | C     | Fabio Ferraresi        |
|    | Italia (bandiera) | C     | Giuliano Gentilini     |
|    | Italia (bandiera) | P     | Giovanni Indiveri      |

| N. |                    | Ruolo | Calciatore               |
| -- | ------------------ | ----- | ------------------------ |
|    | Italia (bandiera)  | D     | Andrea Lisuzzo           |
|    | Italia (bandiera)  | C     | Andrea Luciani           |
|    | Italia (bandiera)  | A     | Paolo Mancini            |
|    | Brasile (bandiera) | A     | Marcos Ariel de Paula    |
|    | Brasile (bandiera) | C     | Daniel Minorelli         |
|    | Italia (bandiera)  | A     | Orazio Liberato Mitri    |
|    | Italia (bandiera)  | D     | Marco Pedotti            |
|    | Italia (bandiera)  | A     | Francesco Piccolo        |
|    | Italia (bandiera)  | P     | Paolo Pirchio            |
|    | Italia (bandiera)  | D     | Alessandro Ranellucci    |
|    | Italia (bandiera)  | C     | Vincenzo Silvestri       |
|    | Italia (bandiera)  | C     | Domenico Tassone         |
|    | Brasile (bandiera) | A     | William Da Silva Barbosa |

## Risultati

### Campionato

#### Girone di andata
| 28 agosto 2005 1ª giornata | Massese | 2 – 0 | Martina |  |

| 4 settembre 2005 2ª giornata | Martina | 0 – 0 | Juve Stabia |  |

| 11 settembre 2005 3ª giornata | Martina | 3 – 1 | Foggia |  |

| 18 settembre 2005 4ª giornata | Perugia | 3 – 1 | Martina |  |

| 25 settembre 2005 5ª giornata | Martina | 2 – 2 | Grosseto |  |

| 2 ottobre 2005 6ª giornata | Pisa | 1 – 2 | Martina |  |

| 9 ottobre 2005 7ª giornata | Martina | 3 – 1 | Frosinone |  |

| 16 ottobre 2005 8ª giornata | Sangiovannese | 1 – 1 | Martina |  |

| 23 ottobre 2005 9ª giornata | Martina | 1 – 1 | Napoli |  |

| 6 novembre 2005 10ª giornata | Acireale | 1 – 1 | Martina |  |

| 13 novembre 2005 11ª giornata | Lanciano | 1 – 0 | Martina |  |

| 20 novembre 2005 12ª giornata | Martina | 2 – 3 | Gela |  |

| 27 novembre 2005 13ª giornata | Lucchese | 2 – 1 | Martina |  |

| 2 dicembre 2005 14ª giornata | Martina | 1 – 0 | Torres |  |

| 11 dicembre 2005 15ª giornata | Manfredonia | 2 – 1 | Martina |  |

| 15 dicembre 2005 16ª giornata | Martina | 3 – 2 | Chieti |  |

| 21 dicembre 2005 17ª giornata | Pistoiese | 1 – 0 | Martina |  |

#### Girone di ritorno
| 8 gennaio 2006 18ª giornata | Martina | 0 – 1 | Massese |  |

| 13 gennaio 2006 19ª giornata | Juve Stabia | 1 – 0 | Martina |  |

| 22 gennaio 2006 20ª giornata | Foggia | 1 – 1 | Martina |  |

| 29 gennaio 2006 21ª giornata | Martina | 2 – 0 | Perugia |  |

| 5 febbraio 2006 22ª giornata | Grosseto | 4 – 1 | Martina |  |

| 17 febbraio 2006 23ª giornata | Martina | 1 – 0 | Pisa |  |

| 24 febbraio 2006 24ª giornata | Frosinone | 1 – 0 | Martina |  |

| 5 marzo 2006 25ª giornata | Martina | 0 – 0 | Sangiovannese |  |

| 12 marzo 2006 26ª giornata | Napoli | 1 – 0 | Martina |  |

| 19 marzo 2006 27ª giornata | Martina | 2 – 1 | Acireale |  |

| 26 marzo 2006 28ª giornata | Martina | 2 – 0 | Lanciano |  |

| 2 aprile 2006 29ª giornata | Gela | 0 – 1 | Martina |  |

| 9 aprile 2006 30ª giornata | Martina | 3 – 1 | Lucchese |  |

| 15 aprile 2006 31ª giornata | Torres | 2 – 1 | Martina |  |

| 23 aprile 2006 32ª giornata | Martina | 2 – 1 | Manfredonia |  |

| 30 aprile 2006 33ª giornata | Chieti | 0 – 2 | Martina |  |

| 7 maggio 2006 34ª giornata | Martina | 1 – 1 | Pistoiese |  |